# Лазурен кардинал
Лазурен кардинал (Passerina amoena) е вид птица от семейство Cardinalidae.

## Разпространение
Видът е разпространен в Канада, Мексико и САЩ.